# Vodeni buberak
Vodeni buberak (lat. Hydrocharis) je naziv za rod vodenih biljaka iz porodice Hydrocharitaceae, svojim izgledom podsećaju na biljke iz familije Nymphaeaceae ali sa njima nisu u bližem srodstvu.
Vodeni buberak se razmnožava vegetativno i polno (produkcijom semena).
U vodama Srbije raste Hydrocharis morsus-ranae, beli vodeni buberak.